# Denkelhof
Koordinaten: 51° 28′ 15″ N, 8° 57′ 50″ O
Denkelhof ist eine Wüstung in der Gemarkung von Helmighausen in der nordhessischen Stadt Diemelstadt.

## Geographische Lage
Der Ort lag auf etwa 244 Meter über Normalhöhennull, westlich von Rhoden.

## Geschichte
Denkelhof wurde mehrfach urkundlich erwähnt. Nachfolgend eine Übersicht der bekannten urkundlichen Erwähnungen:
- Tevinchuson (1036) [Abschrift 12. Jahrhundert Vita Meinwerci, hrsg. von Guido M. Berndt, S. 250–251, Cap. 215 = Vita Meinwerci, in:MGH Scriptores rerum Germanicarum in usum scholarum 59:
- Tenckhoff, S. 130, Cap. 217]
- Denkhusen (1537) [HStAM Bestand 127 Nr. 5]

1036 beurkundete Bischof Meinwerk von Paderborn die Gründung des Stifts Busdorf und bestätigte ihm den Besitz des zum Haupthof Hardehausen gehörigen Vorwerks Denkhausen. Ab 1537 wurde der Ort als Wüstung bezeichnet.